# Härjedalen (đô thị)
Đô thị Härjedalen (Härjedalens kommun) là một đô thị ở hạt Jämtland ở miền trung Thụy Điển. Đô thị này gần như trùng với tỉnh truyến thống Härjedalen. Thủ phủ là Sveg.
Đô thị được lập năm 1974 và là một trong hai đô thị ở Thụy Điển trùng tên với tỉnh.

## Các đơn vị trực thuộc
- Funäsdalen
- Hede
- Lillhärdal
- Rätan
- Sveg (seat)
- Vemdalen
- Ytterhogdal
- Älvros

## Địa lý
Diện tích là 15.825 km², lớn thứ 5 trong các đô thị tại Thụy Điển. Tuy nhiên, vùng này phần lớn là hoang vu và có cư dân thưa thớt.

## Cư dân nổi bật
- Henning Mankell, tác gia, quê ở Sveg.